# Protaetia multiguttulata
Protaetia multiguttulata är en skalbaggsart som beskrevs av Mohnike 1873. Protaetia multiguttulata ingår i släktet Protaetia och familjen Cetoniidae. Inga underarter finns listade i Catalogue of Life.